# Listă de nume românești - litera Î
Această pagină, supusă continuu îmbunătățirii, conține 17 nume de familie românești care încep cu litera Î.
| Îm - Îmbucătură (wikt) - Împăratu (wikt) - Împușcătoiu (wikt) - Împușcatu (wikt) | În - Înaltu (wikt) - Încalțărău (wikt) - Încroșnatu (wikt) - Îndoială (wikt) - Îngustu (wikt) - Înpușcatu (wikt) - Însurățelu (wikt) - Înțeleptu (wikt) - Întorcătoru (wikt) - Întorsătură (wikt) - Întorsură (wikt) - Întorsureanu (wikt) - Întuneric (wikt) |